# Salón, lágrimas y deseo
Salón, Lágrimas y Deseo es el noveno álbum de estudio de la cantante mexicana Lila Downs, lanzado al mercado musical el 26 de mayo de 2017 a través de RCA Records. Este material incluye colaboraciones con Mon Laferte, Carla Morrison, Andrés Calamaro, Diego el Cigala y la Banda Tierra Mojada.

## Antecedentes y lanzamiento
Downs comenzó a trabajar en el álbum a principios de 2016. Ella mencionó en varias entrevistas que tenía planeado lanzar un nuevo álbum y que ya tenía varias canciones escritas. El 15 de octubre de 2016 durante su presentación en el RiseUp AS ONE, estrenó el sencillo titulado El Demagogo, una canción de protesta bilingüe en la que expresa su preocupación por "la retórica" del entonces candidato a la presidencia de Estados Unidos Donald Trump. El 21 de octubre de 2016 el tema se lanzó en plataformas digitales y anunció que tenía planeado que su próximo álbum saliese en la primavera de 2017.
Durante una entrevista, Downs mencionó que en un principio tenía la intención de crear un disco influenciado por la música ranchera y cumbia, pero a menudo que se desarrollaba, este tomó una orientación política y feminista argumentando que también deseaba desde trabajos anteriores incursionar en el bolero porque sentía la necesidad de expresar su pesar por los conflictos acontecidos en México y el mundo.
El 13 de marzo, Lila anunció a través de sus redes sociales que su próximo álbum se titularía "Salón, Lágrimas y deseo" y sería lanzado el 26 de mayo de 2017, el 7 de mayo fue anunciado el pre-ordenamiento del álbum en Amazon y el 12 de mayo en iTunes y plataformas digitales.

## Lista de canciones
| Salón, Lágrimas y Deseo |                                             |                       |          |  |
| N.º                     | Título                                      | Escritor(es)          | Duración |  |
| 1.                      | «Urge»                                      | Martín Urieta         | 3:25     |  |
| 2.                      | «Palabras de Mujer»                         | Agustín Lara          | 3:54     |  |
| 3.                      | «Peligrosa»                                 | Lila Downs/Paul Cohen | 4:00     |  |
| 4.                      | «Tus Pencas»                                | Lila Downs            | 3:23     |  |
| 5.                      | «La Mentira (Se te Olvida)»                 | Álvaro Carrillo       | 4:29     |  |
| 6.                      | «El Querreque»                              | Rolando Hernández     | 4:15     |  |
| 7.                      | «Inmortal»                                  | Lila Downs/Paul Cohen | 3:40     |  |
| 8.                      | «Piensa en mí»                              | Agustín Lara          | 4:33     |  |
| 9.                      | «Envidia (feat. Andrés Calamaro)»           | Lila Downs/Paul Cohen | 3:49     |  |
| 10.                     | «Seguiré mi Viaje»                          | Álvaro Carrillo       | 4:01     |  |
| 11.                     | «Ser Paloma (feat. Carla Morrison)»         | Lila Downs/Paul Cohen | 4:02     |  |
| 12.                     | «Son de Juárez (feat. Banda Tierra Mojada)» | Lila Downs            | 4:36     |  |
| 13.                     | «Un Mundo Raro (feat. Diego el Cigala)»     | José Alfredo Jiménez  | 3:32     |  |
| 14.                     | «Peligrosa (feat. Mon Laferte)»             | Lila Downs/Paul Cohen | 4:00     |  |
| 55:36                   |                                             |                       |          |  |

| Bonus tracks edición Japón |                |                       |          |  |
| N.º                        | Título         | Escritor(es)          | Duración |  |
| 15.                        | «El Demagogo»  | Lila Downs/Paul Cohen | 3:26     |  |
| 16.                        | «The Demagoge» | Lila Downs/Paul Cohen | 3:26     |  |